# الداموس
الداموس هي إحدى بلديات ولاية تيبازة الجزائرية.